# Castelo de Čachtice

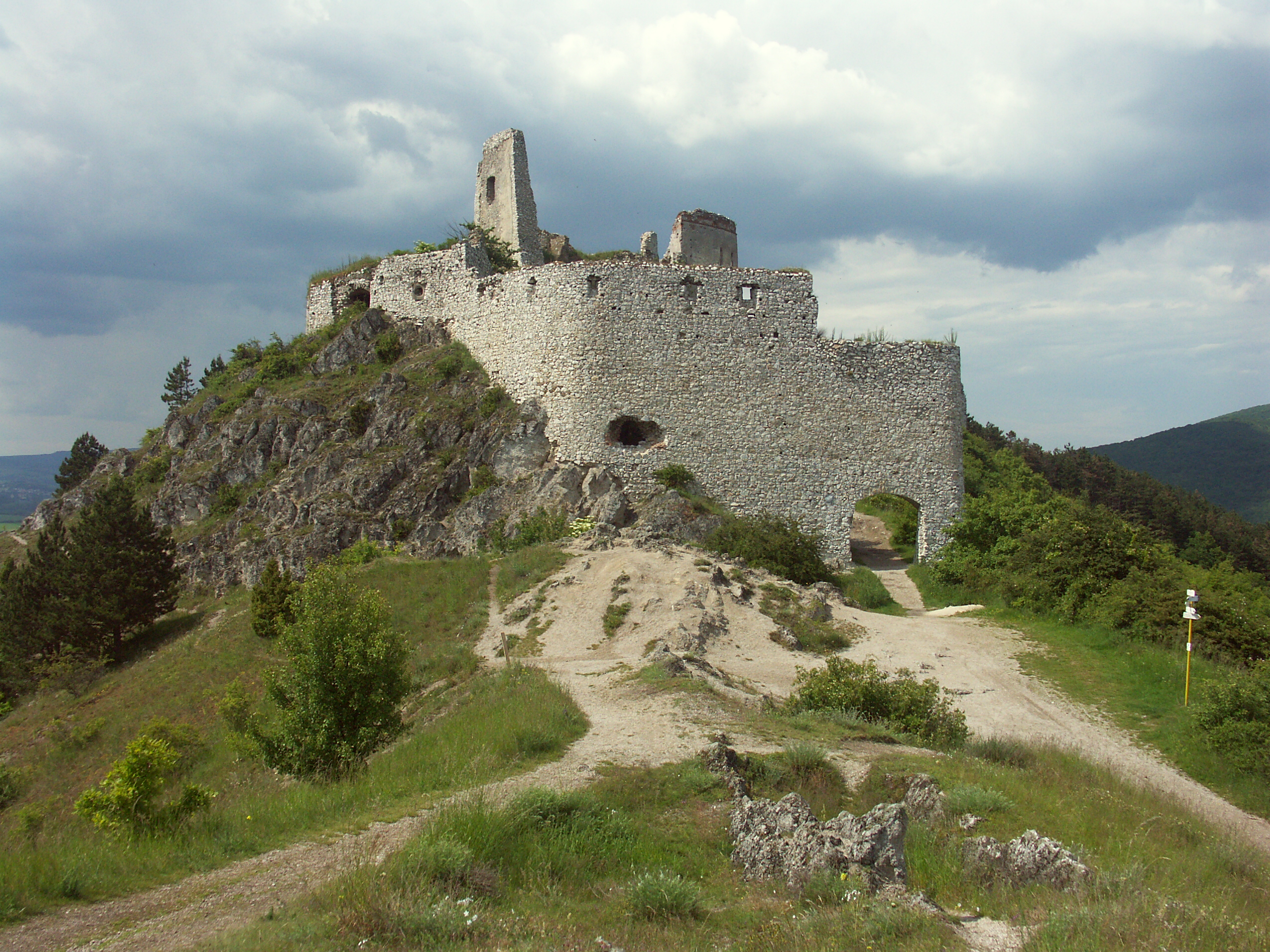
O Castelo de Čachtice na atualidade.

O Castelo de Čachtice (em eslovado, Čachtický hrad; em húngaro, Csejte vára) está localizado próximo do vilarejo de Čachtice, no oeste da Eslováquia.
Por estar localizado em uma colina com plantas raras ao redor, a área do castelo em ruínas é considerada uma reserva natural. Contudo, Čachtice é conhecido mundialmente como a residência e, mais tarde, prisão da condessa Elizabeth Báthory (1560–1614), a qual é, alegadamente, a maior assassina em série da História.

## História

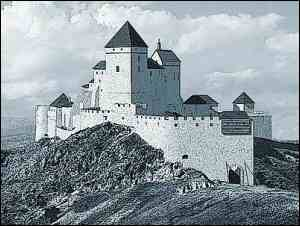
O castelo da maneira como era.

O Castelo de Čachtice foi construído em meados do século XIII, por Casimiro, membro do clã de Hont-Pázmány, para proteger a estrada que levava à Morávia. Mais tarde, passou para Maté Csák, para a família Stibor e então para a famosa Condessa Drácula, Erzsébet Báthory. Čachtice, seus territórios adjacentes e vilarejos eram um presente de casamento da família do marido de Báthory, Ferenc Nádasdy, com quem contraiu matrimônio em 1575.
Originalmente, Čachtic era um castelo românico, tendo sido transformado em gótico. Seu tamanho sofreu aumentos no séculos XV e XVI. Uma reforma da Renascimento se seguiu no século XVII, mas o castelo, no ano de 1708, foi capturado e saqueado pelos rebeldes de Francisco II Rákóczi. Desde então, esteve em declínio.

## Na cultura popular
Čachtice foi usado como o castelo em ruínas que aparece na abertura do filme Dragonheart, de 1996.